# Egzocyst
Egzocyst (ang. exocyst) – białkowy kompleks zbudowany z ośmiu heteromonomerów, zlokalizowany na błonie komórkowej i pełniący rolę w wiązaniu i wspomaganiu fuzji pęcherzyków sekrecyjnych z błoną.
Białka składowe egzocystu, u ssaków i w drożdżach Saccharomyces cerevisiae, to: Sec3p, Sec5p, Sec6p, Sec8p, Sec10p, Sec15p, Exo70p, i Exo84p (u ssaków białka te są znane pod nazwami, kolejno: EXOC1-8). Sam kompleks lokalizuje się na wewnętrznej stronie błony, w miejscach szczególnie intensywnego wzrostu komórki (w drożdżach szczyty pączków) i wzmożonej egzocytozy. Z podjednostek białkowych, Exo70p i Sec3p wyznaczają miejsca wiązania egzocystu na błonie (a więc przyszłe miejsca egzocytozy), gdy pozostałe składniki dostarczane są do tych miejsc już z pęcherzykami sekrecyjnymi, po czym wszystkie asocjują w gotowy kompleks.
Osiem podjednostek egzocystu pełni różne funkcje. Te zlokalizowane przy błonie, bezpośrednio mocują do niej cały kompleks i lokalizują go w odpowiednim miejscu, najprawdopodobniej przez interakcję z GTPazami Rho, odpowiedzialnymi za kontrolę polaryzacji komórki i aktywności cytoszkieletu. Podjednostki zlokalizowane w środku kompleksu pełnią funkcję rdzenia kompleksu oraz pośredniczą w wiązaniu pęcherzyków i ich fuzji z błoną.